# Hoàng Kim Phụng
Hoàng Kim Phụng là một tướng lĩnh Quân đội nhân dân Việt Nam, cấp bậc Thiếu tướng. nguyên là Cục trưởng Cục Gìn giữ hòa bình Việt Nam.

## Thân thế và sự nghiệp
Hoàng Kim Phụng là đảng viên Đảng Cộng sản Việt Nam.
Ông từng giữ chức Phó Cục trưởng Cục 25, Tổng cục Tình báo, Bộ Quốc phòng.
Ngày 27 tháng 5 năm 2014, ông được bổ nhiệm giữ chức vụ Giám đốc Trung tâm Gìn giữ hòa bình Việt Nam.
Ngày 05 tháng 1 năm 2018, ông được bổ nhiệm giữ chức vụ Cục trưởng Cục Gìn giữ hòa bình Việt Nam.
Ngày 1 tháng 3 năm 2019, ông nhận quyết định của Chủ tịch nước Cộng hòa xã hội chủ nghĩa Việt Nam Nguyễn Phú Trọng về việc thăng quân hàm Thiếu tướng Quân đội nhân dân Việt Nam, trong cùng ngày với chuyến công tác của ông đến Nam Sudan.

## Lịch sử thụ phong quân hàm
| Năm thụ phong | –        | –         | –      | –        | –        | –         | –      | 2019        |
| ------------- | -------- | --------- | ------ | -------- | -------- | --------- | ------ | ----------- |
| Cấp bậc       | Trung úy | Thượng úy | Đại úy | Thiếu tá | Trung tá | Thượng tá | Đại tá | Thiếu tướng |